# Hypargos
Hypargos – rodzaj ptaków z rodziny astryldowatych (Estrildidae).

## Występowanie
Rodzaj obejmuje gatunki występujące w Afryce Subsaharyjskiej.

## Morfologia
Długość ciała 12–13,5 cm, masa ciała 12,4–16,9 g.

## Systematyka

### Etymologia
Nazwa rodzajowa jest połączeniem greckiego słowa ὑπο hupo – „pod, poniżej” z imieniem Argus lub Argos, w mitologii greckiej olbrzyma o stu wiecznie czuwających oczach, strażnika nimfy Io.

### Gatunek typowy
Amadina verreauxii Des Murs = Spermophaga margaritata Strickland

### Podział systematyczny
Do rodzaju należą następujące gatunki:
- Hypargos margaritatus (Strickland, 1844) – kroplik różowy
- Hypargos niveoguttatus (W. Peters, 1868) – kroplik czerwonolicy